# Teuthonista
Teuthonista — фонетическое письмо, широко применяемое в немецкой диалектологии (особенно применима для южнонемецких диалектов). Базируется на латинице с применением диакритических знаков.

## История создания
Разработка фонетического письма относится ещё к XIX в., когда для нужд диалектологии разрабатывались первые системы записи звуков. В этой работе принимали участие такие лингвисты, как Иоганн Андреас Шмеллер, Оскар Бреннер и Отто Бремер. В 1900 году диалектолог Филипп Ленц в журнале Zeitschrift für hochdeutsche Mundarten представил свой вариант письма, который был позднее изменён Германом Тойхертом. Именно это письмо сегодня известно как Teuthonista. Современное название письма возникло в 1924-1925 гг. по названию журнала Teuthonista, где письмо было впервые описано.
В 1873 году свой вариант фонетического письма представил отец итальянской диалектологии Грациадио Асколи. Это письмо базировалось на разработках египтолога Карла Рихарда Лепсиуса. На базе письма Асколи романист Эдуард Бёмер создал свой вариант письма. Часто проекты Асколи и Бёмера объединяют общим понятием «система Бёмера — Асколи» (Böhmer-Ascoli-System). На неё ориентировались швейцарские романисты Карл Яберг и Якоб Юд при составлении Sprach- und Sachatlasses Italiens und der Südschweiz.
Обе системы похожи, используют латиницу и близкую диакритику. Teuthonista может быть использована как в романской, так и в германской диалектологии.

## Использование
Teutonista используется при транскрибировании во многих немецких диалектологических словарях и языковых атласах.
Словари:
- Badisches Wörterbuch
- Bayerisches Wörterbuch
- Schwäbisches Wörterbuch
- Siebenbürgisch-Sächsisches Wörterbuch
- Sudetendeutsches Wörterbuch
- Wörterbuch der bairischen Mundarten in Österreich

Языковые атласы:
- Sprachatlas der deutschen Schweiz
- Atlas linguistique de l'Alsace
- Südwestdeutscher Sprachatlas
- Vorarlberger Sprachatlas
- Bayerischer Sprachatlas
  - Sprachatlas von Bayerisch-Schwaben
  - Sprachatlas von Mittelfranken
  - Sprachatlas von Unterfranken
  - Sprachatlas von Niederbayern
  - Sprachatlas von Nordostbayern
  - Sprachatlas von Oberbayern
- Sprachatlas von Oberösterreich
- Atlas der historischen deutschen Mundarten auf dem Gebiet der Tschechischen Republik